# 陶波
陶波（英語、毛利語：Taupo）是位于纽西兰北岛中部的一个小城市。陶波地区议会坐落于陶波市中心。陶波的名字起源于毛利语，陶波的全名是「Taupo-nui-a-Tia」。陶波在毛利语中的意思为披在肩膀上的袍子。
陶波市人口20,310人（2001年统计数据）。直到1989年，陶波市才被官方确定为市，但是现在陶波市仍旧被陶波地区议会管辖。陶波地区现辖陶波市和一些周围的偏远地区。尽管如此，陶波地区也经常被描述成一个市。
陶波市坐落于陶波湖的东北角，作为一个旅游中心，尤其是在夏季，可以供给游人一个观赏陶波山水的绝佳时机。陶波每年吸引了数以万计的游客前来旅游度假，提供了潜水，喷气船，滑翔运动在内的多种休闲方式。
纽西兰1号高速公路贯穿陶波，5号高速公路也途經陶波市。